# Léon V l'Arménien
Pour les articles homonymes, voir Léon V et Léon d'Arménie.
Vous lisez un « article de qualité » labellisé en 2020.
Léon V l'Arménien (en grec : Λέων Εʹ ὁ Ἀρμένιος), né vers 775 et assassiné le 25 décembre 820, est un empereur byzantin de 813 à 820. D'origine arménienne, il vient d'Asie Mineure et s'élève par la voie des armes. Il participe à la révolte avortée de Bardanès Tourkos mais parvient à rester proche du milieu impérial. Finalement, il profite de la défaite de Michel Ier Rhangabé contre les Bulgares en 813 pour le renverser et s'emparer du trône.
Son règne est presque exclusivement consacré à deux missions. Tout d'abord, il doit lutter contre les Bulgares qui ont infligé deux graves défaites consécutives aux Byzantins. Presque assiégé par Kroum à son arrivée sur le trône, il ne peut guère l'affronter directement mais bénéficie de sa mort brutale qui écarte le danger. Par la suite, il remporte une victoire contre le khan Omourtag et peut signer une paix honorable qui, si elle consacre l'existence d'un État bulgare indépendant, préserve Constantinople d'une menace potentiellement mortelle.
Sur le front de la politique intérieure, sa grande œuvre est le retour de l'iconoclasme, soit la condamnation du culte des icônes. Après le rétablissement de ce culte par Irène l'Athénienne en 787, il estime que les difficultés rencontrées par l'Empire sont dues à cette forme d'idolâtrie. Néanmoins, ce sont plus des raisons politiques que religieuses qui expliquent ce choix. Il lui permet d'asseoir son pouvoir en l'appuyant sur des victoires militaires qui légitiment son revirement théologique. S'il essaie d'abord de persuader les principales autorités ecclésiastiques, dont le patriarche Nicéphore Ier de Constantinople, de professer l'iconoclasme, il n'hésite pas ensuite à user de la répression pour imposer ses vues. Pour autant, une part notable de la population de l'Empire, principalement parmi le clergé, reste hostile à cette doctrine.
Finalement, il est renversé et assassiné en 820 par un de ses anciens compagnons d'armes, Michel II l'Amorien, qui poursuit sa politique iconoclaste.

## Sources
L'époque iconoclaste a pour particularité de recouvrir la période des siècles obscurs en matière de production littéraire byzantine. Les sources sont plus éparses et les chroniques sont souvent composées ultérieurement et par des auteurs favorables au culte des images, ce qui introduit un biais dans leurs analyses. Le principal chroniqueur de l'époque, Théophane le Confesseur, ne va pas au-delà de 813. Toutefois, une chronique dont l'auteur est anonyme, mais composée à l'instigation de Constantin VII, celle de Théophane continué, entend prendre sa suite. La première partie couvre la période 813-867. La source qui se focalise le plus sur le règne de Léon est le Scriptor incertus de Leone Armenio, un texte dont l'auteur est inconnu lui aussi et dont la nature a fait l'objet de débats assez nourris dans la communauté scientifique sur sa proximité avec d'autres chroniques. Aujourd'hui, elle est généralement appréhendée comme un travail indépendant et, quoi qu'il en soit, hostile à l'iconoclasme. Elle a pour particularité d'être composée bien après la mort de Léon, de même que la chronique de Génésios qui court de l'avènement de Léon jusqu'à la mort de Basile Ier ou celle de Syméon le Logothète. Enfin, le Synopsis Historion, ouvrage majeur de l'historiographie byzantine écrit par Jean Skylitzès au XIe siècle, couvre aussi le règne de Léon. Il a notamment donné lieu à une reproduction, la Chronique de Skylitzès de Madrid, connue pour ses miniatures.
Concernant l'iconoclasme en tant que tel, différents écrits de personnalités ecclésiastiques ont survécu et éclairent sur le contexte et les arguments des uns et des autres, même si ce sont principalement les textes iconodules qui ont survécu. En effet, les manuscrits iconoclastes ont généralement été détruits au moment de la restauration du culte des images au milieu du IXe siècle. Pour le règne de Léon V, les écrits de Théodore Studite et du patriarche Nicéphore Ier de Constantinople sont particulièrement importants. Au-delà, les hagiographies sont une source de documentation de plus en plus utilisées.

## Origines
Les origines de Léon l'Arménien sont partiellement connues. Il semble être né en-dehors des frontières de l'Empire, dans l'Arménie occupée par le califat abbasside. Son père, Bardas, est apparemment d'ascendance princière, souvent rattaché aux familles arméniennes Arçrouni et Gnouni. Le patriarche Nicéphore Ier de Constantinople a écrit, à propos de Léon, qu'il est le descendant d'« un mauvais rejeton parricide de Sennachérib, roi des Assyriens ». Or, les deux familles précitées revendiquent cette ascendance assyrienne. La documentation de l'époque ne permet pas de trancher entre les deux familles, mais les prénoms de « Bardas » et « Gregorios » sont les traductions des prénoms arméniens « Vardan » et « Grigor », portés par des princes Arçrouni,. Quoi qu'il en soit, Léon reçoit sûrement l'éducation de base qui lui permet d'acquérir la culture nécessaire à une ascension sociale au sein de l'Empire byzantin. Il est décrit comme de petite taille, barbu, aux cheveux bouclés et doté d'une voix forte. Les chroniqueurs lui reprochent parfois sa sévérité ou son mauvais caractère, mais c'est plus un trait que les Byzantins prêtent aux Arméniens qu'une réalité certaine, d'autant que les auteurs sont souvent hostiles à Léon en raison de son iconoclasme.
Sa famille pourrait avoir fui les terres musulmanes lors d'un exode massif de 50 000 Arméniens à la fin du VIIIe siècle. Son père s'installe dans les Anatoliques où il reçoit des terres militaires. Léon a également deux cousins connus, Bardas (mort en 821), duc de 813 à 820, et Grégorios (mort en 823), stratège.

## Accession au trône
Léon V se distingue comme militaire au sein du thème des Anatoliques, l'un des plus exposés aux assauts arabes. Il semble être devenu proche de Bardanès Tourkos qui, après la prise du pouvoir de Nicéphore Ier en 802, devient commandant des cinq principaux thèmes d'Asie Mineure. Il devient un de ses spathaires, son garde du corps. Avec Michel l'Amorien et Thomas le Slave, il fait partie de ses plus proches lieutenants mais tous les trois, après l'avoir soutenu dans sa rébellion en 803, finissent par se détourner de lui et contribuent à l'échec de son soulèvement. Léon est récompensé en devenant tourmarque des Fédérés, le deuxième officier le plus important des Arméniaques. Peu à peu, il se rapproche de Michel Rhangabé, le beau-fils de Nicéphore, qui devient le parrain de son premier fils Symbatios, et intègre les cercles du pouvoir impérial.

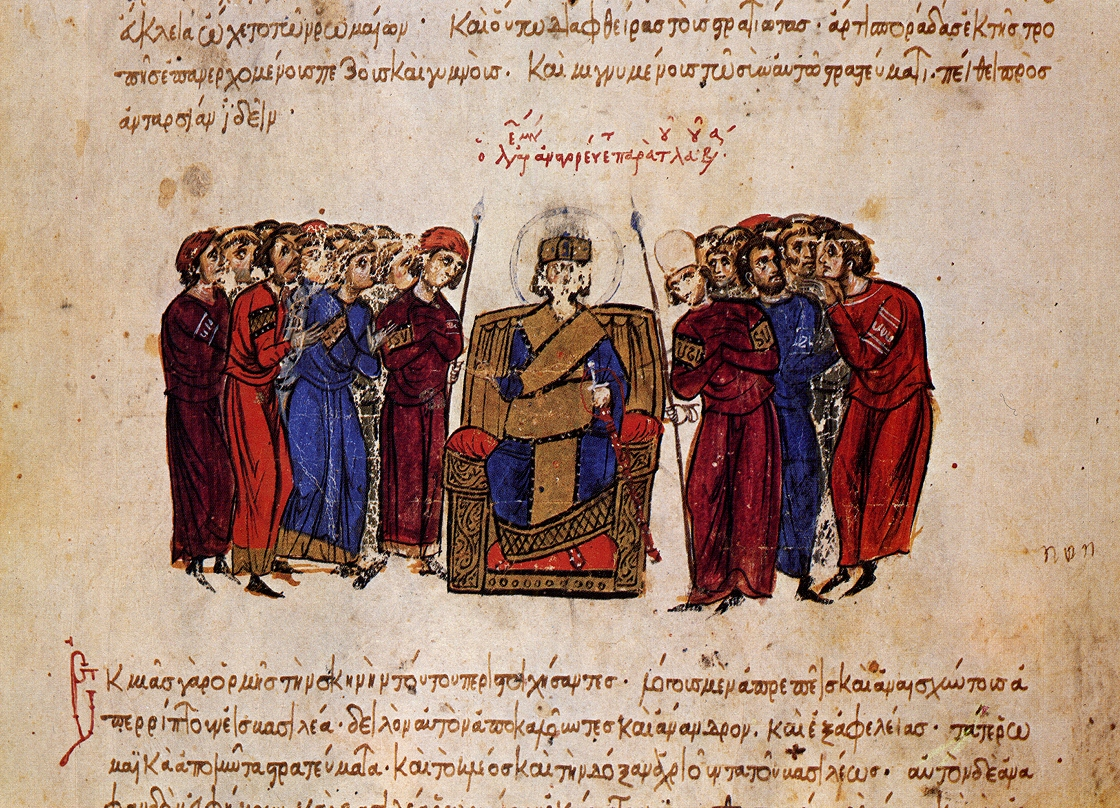
Miniature de la Chronique de Skylitzès de Madrid représentant la proclamation de Léon comme empereur.

Léon progresse dans la hiérarchie et devient stratège des Arméniaques mais, en 811, il se rend coupable de négligences lors d'un raid des Arabes et est exilé sur ordre de l'empereur. Néanmoins, Nicéphore meurt tragiquement lors de la bataille de Pliska à l'été de la même année, ce qui permet à Léon de revenir sur le devant de la scène. Il est rappelé par Michel Ier qui devient empereur après le règne éphémère de Staurakios et lui confie le poste de stratège des Anatoliques, le plus puissant thème de l'Empire. C'est à ce poste qu'il obtient son succès militaire le plus significatif contre les Arabes en 812. Il repousse une attaque du gouverneur de Tarse, tuant 2 000 Arabes dans la bataille avant de raser un fort ennemi situé à la frontière. S'il semble être son homme-lige, il pourrait bien l'avoir trahi lors de la bataille de Versinikia en 813, contre les Bulgares de Krum. La réalité de cette défection reste incertaine car Théophane le Confesseur, seul chroniqueur contemporain, ne la mentionne pas et meurt avant le tournant iconoclaste de Léon. Les sources ultérieures, moins favorable à cette doctrine religieuse, ont peut-être inventé ou exagéré la déloyauté de Léon lors de la bataille, alors que les troupes de Michel auraient été en passe de l'emporter. Quoi qu'il en soit, la défaite est un coup très dur pour l'empereur car Constantinople est sous la menace directe des envahisseurs. Michel fuit vers la capitale tandis que l'armée se tourne vers Léon. Celui-ci semble avoir répugné à se soulever mais ce pourrait être une posture plus qu'une réelle hésitation. Quoi qu'il en soit, son compagnon d'armes, Michel l'Amorien, le presse d'accepter et Léon finit par céder et conduire ses troupes sous les murailles où Michel finit par abdiquer. Il est couronné le 11 juillet 813. Les historiens voient parfois dans la réussite de ce soulèvement la meilleure illustration de la souplesse du système impérial byzantin à cette époque. Face à une situation militaire proche de la catastrophe, l'armée parvient à porter sur le trône un personnage compétent et énergique à la place d'un empereur, en l'occurrence Michel Ier, incapable de s'opposer aux Bulgares.
Léon prend soin d'écarter les principaux personnages du règne précédent. Il est relativement clément avec Michel qu'il exile dans un monastère où il meurt tardivement, en 844. Il fait castrer ses fils pour éviter qu'ils ne deviennent des prétendants au trône au nom de leur père. Il écarte aussi Théoctiste le Magistre, l'un des principaux ministres de Michel, qui devient lui aussi moine, ainsi que le domestique des Scholes, Étienne. Dans le même temps, il confie les postes les plus importants à des hommes de confiance. Il nomme stratège des Anatoliques un Arménien du nom de Manuel, précédemment protostrator tandis que Thomas le Slave devient tourmarque des Fédérés et Michel l'Amorien commandant des Excubites, l'un des principaux régiments impériaux après les Scholes,,.

## Lutte contre les Bulgares

### LéonVface à l'offensive de Kroum

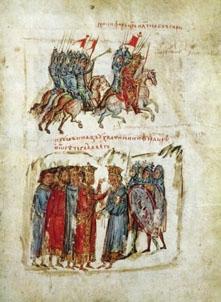
Illustration de la bataille de Pliska dans la Chronique de Skylitzès de Madrid.

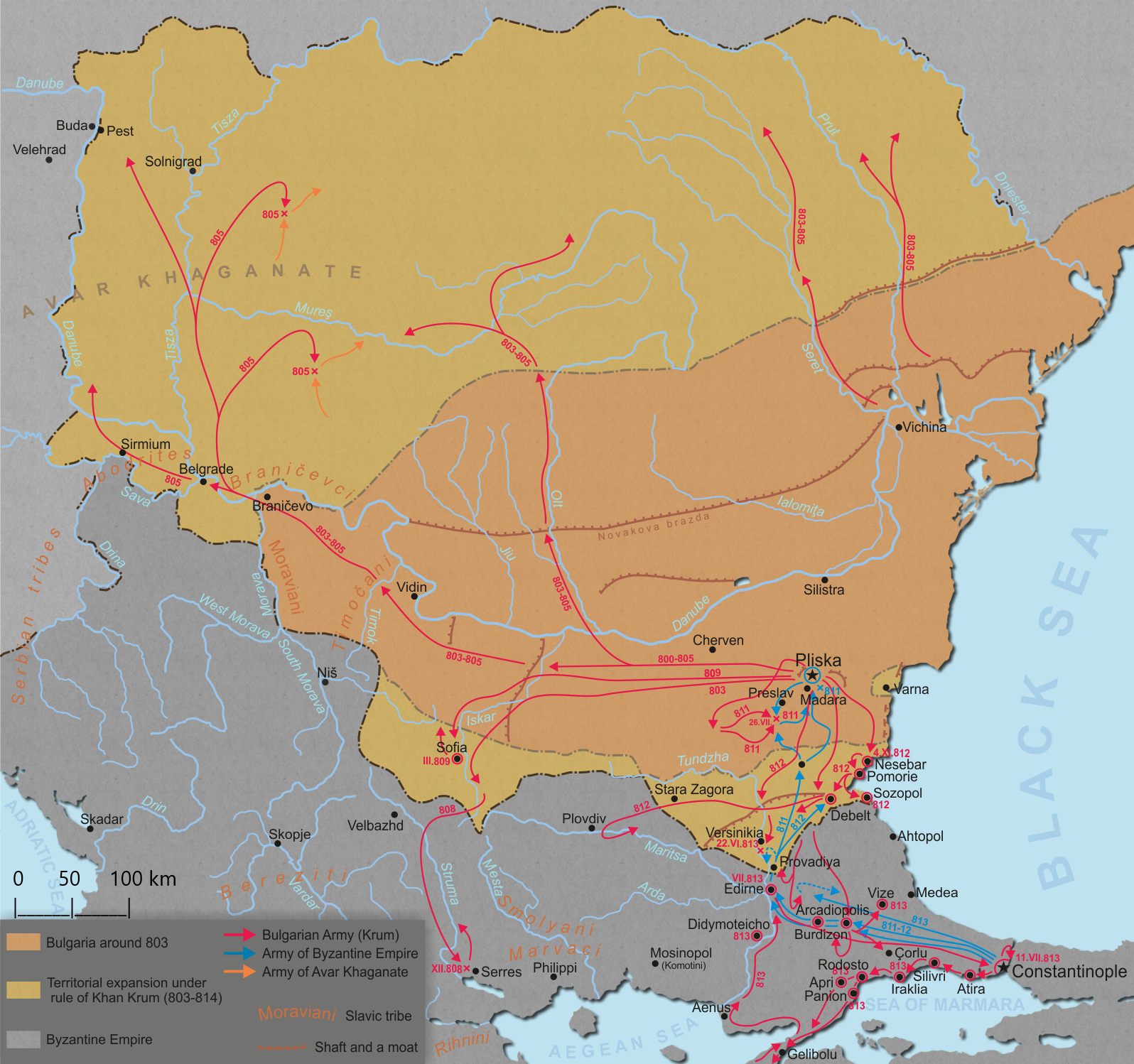
Carte de l'expansion bulgare sous Kroum.

Dès son arrivée au pouvoir, Léon est confronté au péril bulgare. Après la défaite de Pliska en 811 lors de laquelle Nicéphore périt, Kroum est devenu le principal ennemi de l'Empire. Michel Ier n'a pas été en mesure de l'arrêter et après la défaite de Versinikia, il est désormais en mesure de menacer directement Constantinople. À l'été 813, une partie de l'armée bulgare assiège Andrinople mais Kroum se dirige directement vers la capitale byzantine. Léon passe ses premiers jours d'empereur à préparer la ville à un siège. Le 17 juillet, les Bulgares sont devant les murailles. En face, l'armée byzantine, meurtrie par deux défaites, est désorganisée et démoralisée. Cependant, la ville peut compter sur ses puissantes murailles. En outre, les Byzantins ont encore le contrôle des mers. Sans armes de siège, ni marine pour encercler totalement Constantinople, les Bulgares ne peuvent espérer s'emparer de la cité.
Kroum, conscient de la difficulté de prendre la ville d'assaut, se décide à négocier avec les Byzantins. Léon V accepte de le rencontrer à l'extérieur des murailles, accompagné de trois hommes non armés, tout comme le khan bulgare. En réalité, il s'agit d'un piège pour tenter d'éliminer Kroum, mais il échoue. Kroum, peut-être blessé d'une flèche, parvient à s'échapper et pille la Thrace orientale en représailles. Tous les alentours directs de la capitale sont dévastés, notamment les places de Selymbria, Athyras ou Rhaedestus. Il réussit aussi à vaincre la résistance d'Andrinople et déporte sa population (autour de 40 000 hommes) dans le territoire bulgare. Au cours de l'hiver, il s'attaque à la Thrace du nord, s'empare de Sozopolis et d'Arcadiopolis et capture près de 50 000 prisonniers. Un temps arrêtés par la pluie, les Bulgares continuent leur œuvre de destruction, mais commencent aussi à s'emparer de territoires entiers, en particulier autour de Serdica, d'Anchialos et de Philippopolis, jusque-là tenus par les Byzantins. En déportant la plupart de la population byzantine de ces régions, Kroum s'assure de mieux les contrôler. Néanmoins, pour espérer mettre à bas toute résistance des Byzantins, il doit s'emparer de Constantinople. Pour cela, il profite des services d'un transfuge qui a les connaissances suffisantes pour élaborer des armes de siège.
Dans le même temps, Léon V reste à l'abri des murailles et ne peut que constater les dégâts immenses infligés par les Bulgares. Il est difficile de savoir s'il dispose de moyens militaires suffisants pour leur livrer bataille. Les deux déroutes subies par Nicéphore et Michel incitent sûrement le nouvel empereur à la prudence. Peut-être même expliquent-elles le peu de critiques envers sa politique quelque peu pusillanime. Pour autant, il dispose de troupes non négligeables venant des thèmes d'Anatolie et qui pourraient être opposées à Kroum.
Quoi qu'il en soit, il préfère s'assurer de la défense de Constantinople et renforce le mur des Blachernes, plus fragile. Il va jusqu'à envoyer une ambassade à Charlemagne pour lui proposer une alliance. Néanmoins, le temps d'arriver, deux événements d'importance changent les circonstances. D'une part, Charlemagne meurt en 814 et c'est un nouvel interlocuteur, Louis le Pieux, qui reçoit les Byzantins et se contente de confirmer les accords existants. Surtout, dès le 13 avril 814, Kroum meurt, mettant un coup d'arrêt à la menace bulgare. Deux khans lui succèdent dans un intervalle de quelques semaines avant qu'Omourtag ne s'impose à la tête des Bulgares. Cette accalmie coïncide avec la période de troubles qui secoue le califat abbasside et permet à Léon V d'être débarrassé de toute menace extérieure,.

### Victoire contre les Bulgares

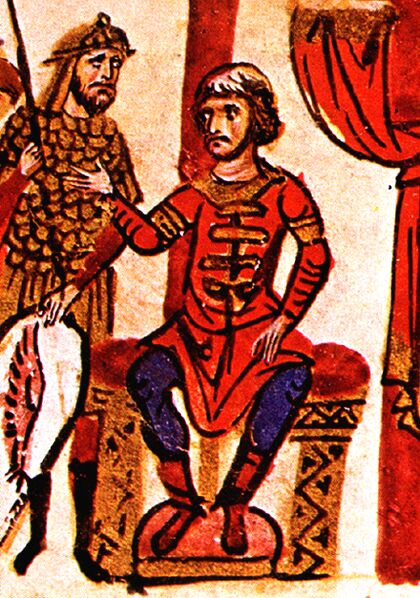
Représentation d'Omourtag dans la Chronique de Skylitzès de Madrid.

Le nouveau dirigeant bulgare se replie sur ses terres et abandonne le projet de conquête de Constantinople. Il souhaite consolider ses frontières même s'il n'est pas encore ouvert à une relation pacifique avec les Byzantins. Il lance un raid contre les terres byzantines qui commencent tout juste à se relever des destructions de Kroum. Omourtag capture de nombreux prisonniers ainsi qu'un butin non négligeable sans rencontrer la moindre résistance. Cette fois, Léon ne peut rester inactif, d'autant que l'offensive bulgare coïncide à peu de chose près avec le moment où il a rétabli l'iconoclasme. En cas de succès, il pourrait prouver qu'il a les faveurs divines et donc que la doctrine qu'il professe n'est pas hérétique.
Avant de quitter Constantinople, il prend soin de restaurer les murailles en cas d'échec. La chronologie exacte des événements demeure méconnue, même si la contre-offensive de Léon semble se dérouler entre la fin 814 et le début 815. Quoi qu'il en soit, il progresse rapidement le long de la mer Noire jusqu'à Mesembria où il établit un camp fortifié. Là, il peut bénéficier du soutien logistique de la marine. Une armée bulgare se présente à proximité et se retranche à son tour, et les deux ennemis s'observent. La position byzantine semble suffisamment fortifiée pour dissuader toute offensive et les Bulgares commencent à manquer de vivres. Au début du mois d'avril, Léon V utilise la ruse. Il quitte son camp avec quelques hommes pour s'établir un peu plus loin et laisse délibérément croire aux Bulgares qu'il a déserté. Le résultat est immédiat. En effet, ils commencent à croire en une victoire aisée et la discipline se relâche. La nuit qui suit, les Byzantins attaquent par surprise les Bulgares encore endormis. Ceux qui essaient de s'enfuir sont pris à revers par le contingent de Léon. Les Byzantins parachèvent leur succès par un raid destructeur contre les terres bulgares.

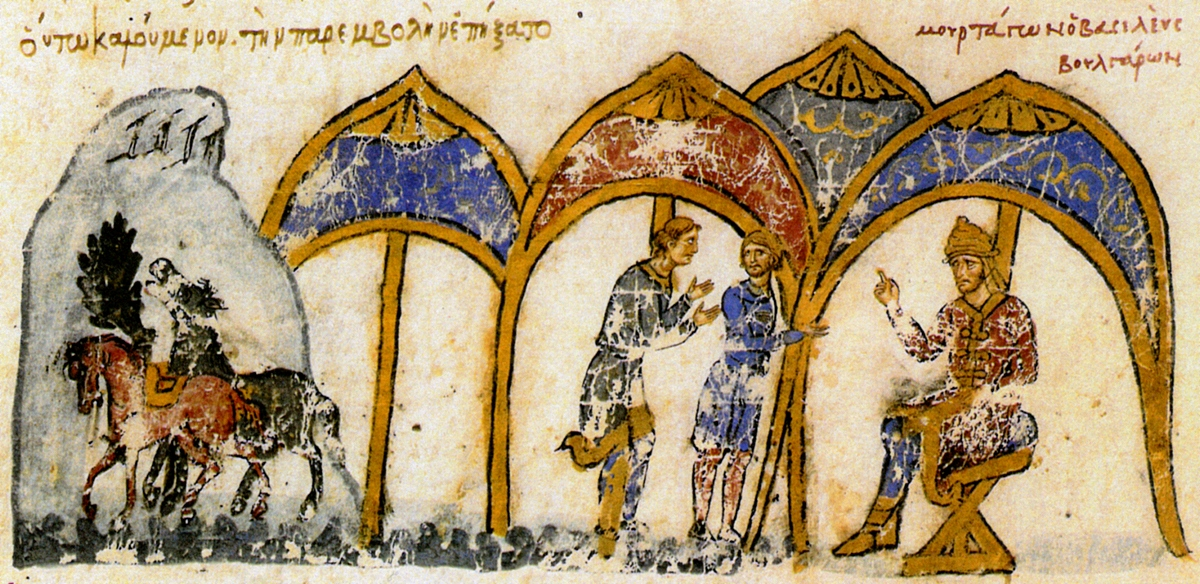
Omourtag envoie des ambassadeurs à Constantinople, Chronique de Skylitzès de Madrid.

Même si Omourtag fait exécuter des chrétiens en représailles, cette victoire renforce la position de Léon de deux manières. Tout d'abord, il rétablit l'équilibre face aux Bulgares et peut négocier avec eux une paix honorable. En outre, il vient de prouver la légitimité de la doctrine iconoclaste. Dès lors que sa justification à son rétablissement est de mettre fin à une époque de troubles et d'invasions étrangères, ce succès conforte ses vues. L'iconoclasme a les faveurs divines et assure la victoire à l'Empire.

### La paix retrouvée

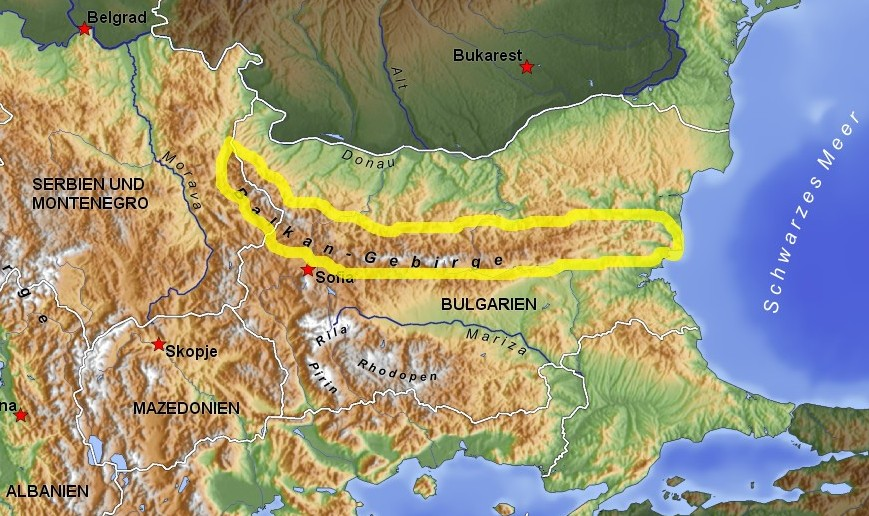
La chaîne du Grand Balkan, frontière approximative entre l'Empire byzantin et l'Empire bulgare sur sa partie orientale.

Tant Omourtag que Léon ont désormais intérêt à ce que règne la paix. Le khan bulgare envoie une ambassade à Constantinople et, une fois un accord trouvé, un serment vient le conclure lors duquel l'empereur se soumet à un rite païen, tandis que les émissaires bulgares jurent selon la tradition chrétienne. Par-là, les deux parties s'assurent de leur sincérité mutuelle, ce qui n'est pas sans susciter la stupéfaction, voire le scandale parmi une partie de l'élite byzantine qui voit d'un mauvais œil que l'empereur sacrifie aux coutumes de barbares,.

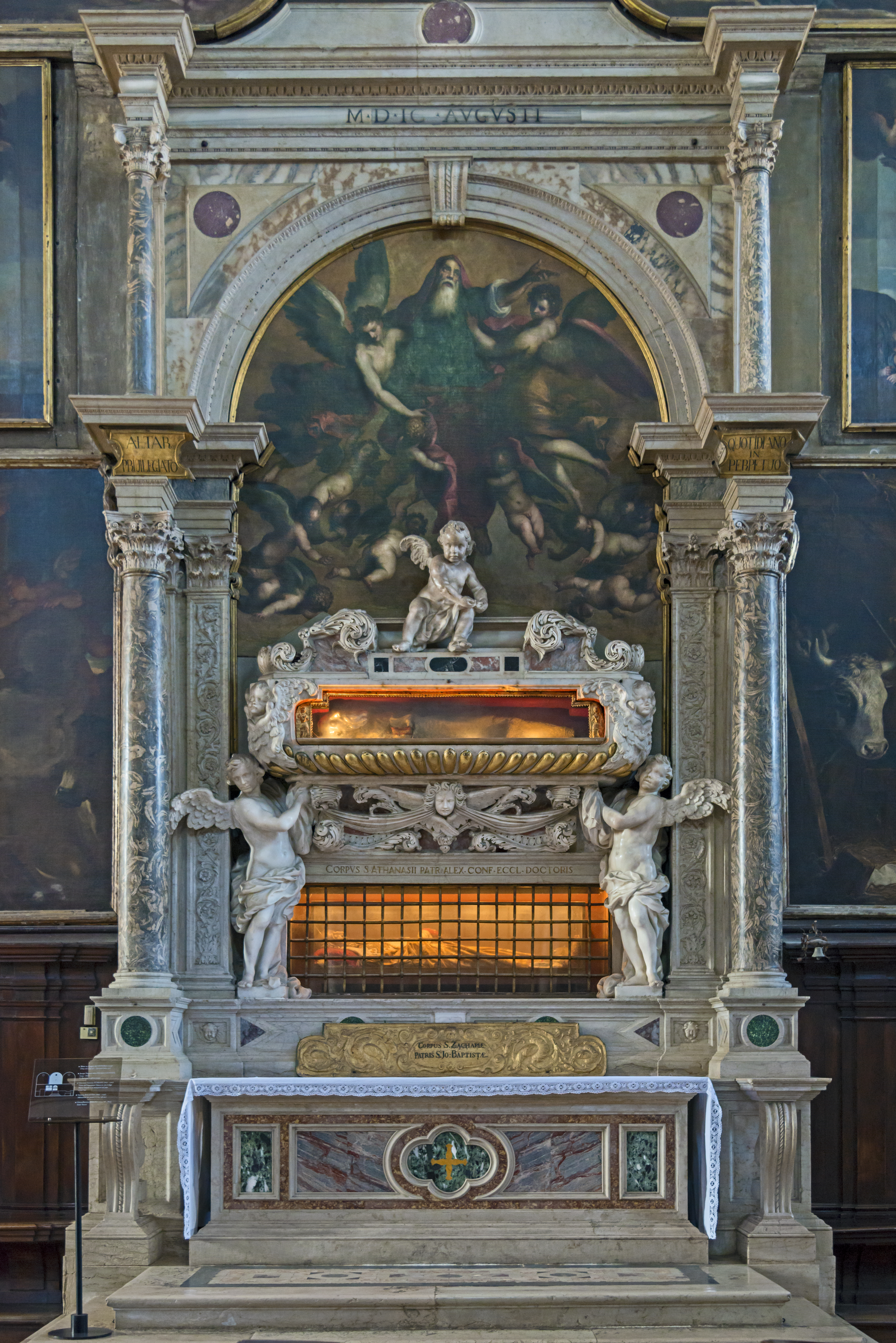
La tombe présumée de Zacharie dans l'église San Zaccaria, une relique envoyée à la cité vénitienne par Léon V.

L'accord fixe la frontière au Grand Balkan tandis que les Byzantins doivent progressivement céder la région de Philippopolis (Plovdiv en bulgare). La frontière se matérialise progressivement par des fortifications élevées par les Bulgares le long de son tracé, en particulier des levées de terre. En définitive, les Bulgares gagnent des territoires vers le sud mais ils doivent céder certaines de leurs conquêtes dont les villes d'Andrinople et Sozopolis, rendues aux Byzantins. Néanmoins, ces derniers doivent renoncer à des cités comme Serdica ou Mesembria. En outre, un échange de prisonniers de grande envergure est accepté. Les Byzantins capturés depuis la victoire de Kroum en 811 sont libérés en échange des prisonniers slaves que Léon V vient de constituer lors de sa campagne victorieuse. En définitive, ce traité est plutôt conclu à l'avantage des Bulgares qui s'assurent des gains territoriaux substantiels et confirme leur indépendance face aux Byzantins. Néanmoins, Léon V peut se targuer d'avoir gagné la paix et d'avoir globalement préservé des territoires stratégiques comme Andrinople ou le littoral de la mer Noire. En outre, si les Bulgares gagnent du terrain, ils sont aussi confrontés à une hausse progressive des populations chrétiennes sous leur contrôle, ce qui engendre des difficultés pour eux.
En définitive, la conclusion de la paix demeure une réussite à l'actif de Léon V. Elle ouvre une période de stabilité extérieure pour l'Empire puisqu'en Orient, le califat abbasside n'est plus en mesure de mener les raids dévastateurs qu'il a coutume de lancer sur l'Anatolie byzantine. Léon V en profite même pour mener des actions offensives avec un raid maritime contre Damiette en Égypte en 816 et une campagne terrestre qu'il dirige en personne en 817 au cours de laquelle il reprend la cité frontalière de Kamachon,. En Occident, la mort de Charlemagne change aussi quelque peu la situation. L'Empire carolingien n'est plus en expansion et les rivalités s'estompent. Si l'ambassade byzantine envoyée auprès de Louis le Pieux ne parvient pas à régler le sort de la Dalmatie, Léon s'assure de maintenir l'influence de l'Empire dans l'Adriatique. Il entretient notamment de bonnes relations avec le doge de Venise, Angelo Participazio. Soucieux de préserver le protectorat byzantin sur cette cité que les Francs ont tenté de conquérir quelques années plus tôt, il participe à l'installation progressive de la ville sur le Rialto et y envoie des reliques dont le corps supposé de Zacharie,. En revanche, il impose l'arrêt des relations commerciales entre la cité et le monde arabo-musulman, peut-être en représailles de la profanation des Lieux Saints de Jérusalem quelques années plus tôt.

## Restauration de l'iconoclasme

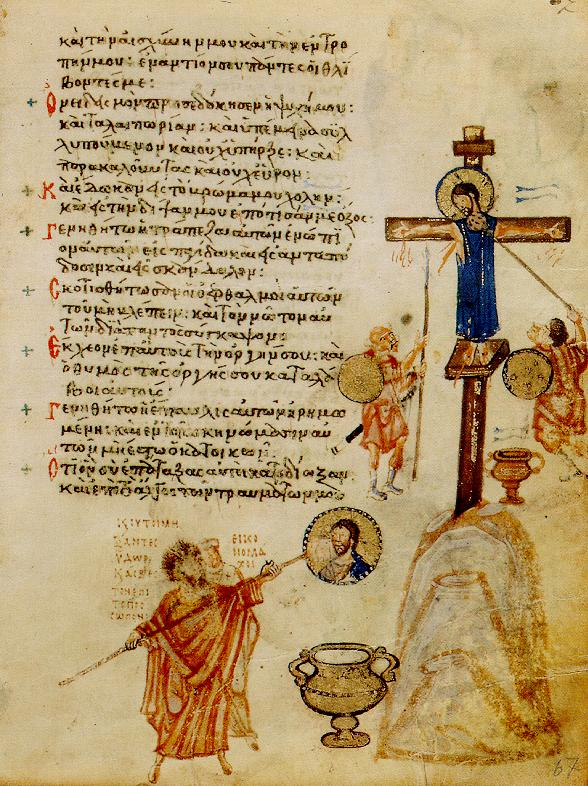
Miniature du Psautier Chludov (IXe siècle) montrant Jean le Grammairien détruisant une image du Christ (musée historique d'État de Moscou).

Depuis près d'un siècle, l'Empire byzantin voit sa stabilité intérieure fragilisée par l'iconoclasme. Cette doctrine, qui condamne le culte des images comme idolâtre, est mise en place par Léon III, peu après son éclatant succès lors du siège de Constantinople en 717-718. Le débat clive fortement la société byzantine, en particulier le clergé. Ce mouvement, qui mêle dispute théologique et considérations politiques, renaît sous Léon V alors que le culte des images a été rétabli par Irène l'Athénienne en 787.

### Un contexte religieux troublé
L'une des premières mesures intérieures de Léon V est de rétablir l'iconoclasme. Jusqu'à la mort de Kroum, il se garde d'exprimer ses intentions en matière religieuse. Au moment de son coup d'État, il envoie une lettre au patriarche pour le garantir de sa foi orthodoxe mais quand celui-ci lui propose de signer une profession de foi dans laquelle il promet de ne pas remettre en cause le dogme, Léon feint d'accepter puis, une fois couronné, n'appose finalement pas sa signature. Une fois libéré de la pression bulgare, il est plus libre d'imposer ses vues. Les raisons qui entourent ce rétablissement sont relativement bien appréhendées. Léon V est originaire d'Asie Mineure, une région qui constitue le cœur du mouvement iconoclaste. Plus encore, en tant que militaire, il connaît l'attachement de l'armée aux succès des anciens empereurs iconoclastes que sont Léon III et Constantin V. Il estime que les déboires rencontrés par les Byzantins depuis quelques décennies sont largement dus au retour du culte des icônes imposé par Irène l'Athénienne lors du concile de Nicée (787). L'enchaînement d'échecs militaires, d'abord face aux Arabes et surtout face aux Bulgares est, selon lui, un signe évident de faillite des iconodules. Alors que Léon III et Constantin V sont restés sur le trône jusqu'à leur mort naturelle, Irène, Nicéphore Ier ou Michel Ier ne peuvent en dire autant. En outre, à plusieurs reprises, des manifestations de sympathie à l'égard de l'iconoclasme prennent des proportions importantes. Au moment même de la campagne de Versinikia, des soldats rentrent de force dans le mausolée où repose Constantin V pour célébrer sa mémoire. L'iconoclasme devient le gage de paix et de prospérité et constitue une occasion de consolider sa légitimité. C'est aussi l'avis de Georg Ostrogorsky qui rappelle les points communs entre Léon V et Léon III l'Isaurien, le premier empereur à instaurer l'iconoclasme. Tous les deux sont des soldats issus d'Asie Mineure et qui appuient leur légitimité sur leurs succès militaires.
Sur la sincérité et l'ancienneté des idéaux iconoclastes de Léon V, le débat reste ouvert. La chronique de Théophane le Confesseur s'arrête en 813 et il décrit Léon V en des termes positifs, alors même qu'il est férocement hostile aux iconoclastes, tandis que le patriarche Nicéphore, iconodule, lui est favorable. Dans l'ensemble, les sources de l'époque ne permettent guère de connaître les convictions profondes de l'empereur. Son refus de signer la lettre du patriarche au moment de son arrivée sur le trône pourrait indiquer qu'il a, dès le début, l'intention de rétablir l'iconoclasme,. Selon Leslie Brubaker et John Haldon, il est envisageable que le choix de Léon V soit dicté par un mélange de convictions personnelles et de considérations politiques. Michel Kaplan estime que c'est la conception du pouvoir impérial qui conduit Léon vers l'iconoclasme : « si l'Empire est vaincu, c'est que Dieu le punit de son retour à l’idolâtrie ». Il appartient donc à son nouveau dirigeant, élu de Dieu, de suivre les orientations divines. Enfin, la décision de Léon V s'inscrit dans le contexte plus global des rapports ambivalents entre le pouvoir temporel de l'empereur et le pouvoir spirituel incarné par le patriarche. Cette compétition voit régulièrement l'empereur essayer d'imposer ses vues en matière de dogme et l'Église y résister. Nicéphore Ier, pourtant iconophile, s'oppose ainsi quelques années plus tôt à Théodore Studite sur différentes questions. À son tour, Léon V essaie d'imposer son autorité à la sphère spirituelle,. En effet, l'iconoclasme reste rejeté par une large partie de l'élite byzantine, en particulier parmi le clergé. Toute tentative de rétablissement trop brutale pourrait donc être risquée,.

### Un rétablissement progressif

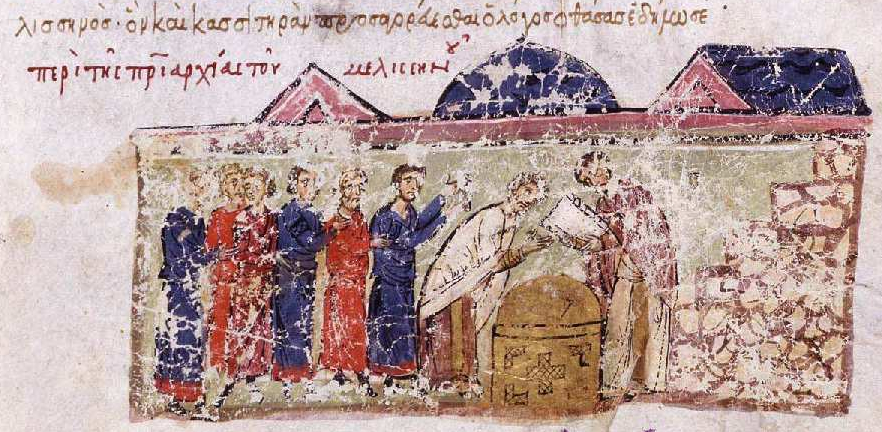
Consécration du patriarche Théodote, Chronique de Skylitzès de Madrid.

Léon procède prudemment. Il s'appuie sur Jean le Grammairien, un moine réputé qui présente la particularité d'être favorable à l'iconoclasme. Il lui demande de présider une commission chargée d'examiner les Saintes Écritures afin d'y trouver des textes favorables à cette doctrine. Accompagné de deux dignitaires byzantins, il présente assez rapidement ses travaux à l'empereur qui les envoie pour commentaires au patriarche Nicéphore Ier de Constantinople. Celui-ci rappelle que les Écritures condamnent certes l'idolâtrie païenne, mais non les icônes chrétiennes. Léon demande donc à Jean de poursuivre ses travaux avec l'aide de nouveaux membres, dont Antoine Cassimatès, plus expérimenté et plus versé en théologie que Jean, qui est alors évêque de Syllaeum.
Une fois leurs travaux terminés en décembre 814, Léon les présente à nouveau devant le patriarche qui persiste à rejeter l'iconoclasme. Il est soutenu par une partie notable du clergé, qu'ils soient évêques ou moines comme Théodore Studite, l'une des principales figures religieuses de son temps. Lors d'une discussion théologique, l'évêque Euthyme de Sardes va jusqu'à dénier tout droit à l'empereur de s'immiscer dans les affaires religieuses, ce qui confirme l'attachement du clergé à l'autonomie de la sphère spirituelle. L'empereur, qui reste précautionneux, n'en estime pas moins que le culte des icônes a contribué aux défaites récentes de l'Empire. Il demande que les icônes positionnées à hauteur d'homme, qui peuvent être touchées et embrassées soient retirées pour limiter ce qu'il estime être de l'idolâtrie. Selon Michel Kaplan, l'Église byzantine se rapprocherait alors de la position du synode de Francfort tenu dans l'Empire carolingien en 794 et qui entend limiter le culte des images en les cantonnant à leur rôle d'aide matérielle à la foi. Cette position consensuelle ne recueille pas l'assentiment patriarcal et les tensions commencent à émerger. Tant Léon que Nicéphore ne s'accordent pas sur les conditions de la discussion théologique. Le patriarche rappelle que le concile de Nicée de 787 a tranché la question. Léon réagit en retirant plusieurs icônes du Grand Palais et de la Chalkè, prétendument pour les protéger d'agissements iconoclastes qui pourraient conduire à leur destruction. Le geste a en réalité une portée symbolique très forte puisque c'est au même endroit que Léon III a fait retirer des icônes au moment du premier iconoclasme.
Immanquablement, la situation finit par se tendre. Peu avant la Noël 814, les principales figures iconophiles se réunissent à l'instigation de Nicéphore pour rejeter, un à un, les arguments adverses. Le matin de Noël, l'empereur et le patriarche ont une discussion au cours de laquelle leur opposition ne fait que s'accroître. Nicéphore rappelle les engagements de Léon à défendre l'orthodoxie et refuse, encore une fois, de discuter avec les partisans de l'iconoclasme. Lui et ses soutiens estiment que l'empereur a déjà fait son choix, ce que Léon dément, apparemment en embrassant le crucifix autour de son cou pour rappeler sa foi ; il va même jusqu'à vénérer un tissu brodé d'une scène de la Nativité pour les célébrations de Noël, ce geste ne suffisant cependant pas à calmer l'opposition. Le patriarche sollicite l'aide de l'impératrice Théodosia ou du logothète général, Démocharis, apparemment sensibles à la cause iconophile, sans réussir à infléchir la volonté impériale.
Après de nouvelles tentatives avortées de négociation, Léon V finit par mettre au pas les opposants, qu'il arrête quand ils ne s'exilent pas d'eux-mêmes. Les évêques iconophiles sont particulièrement touchés par cette vague de répression. Nicéphore est déposé et Léon envisage un temps de le remplacer par Jean le Grammairien mais ses ministres estiment qu'il faut un homme plus âgé et mieux estimé par les milieux aristocratiques. L'empereur cède et nomme Théodote Ier Cassitéras, le fils du beau-frère de Constantin V, comme patriarche,,. Quelques jours après les fêtes de Pâques 815, Léon V réunit un synode à Sainte-Sophie. Les conclusions du concile de Hiéreia de 754 sont approuvées, au détriment de celles du concile de 787 qui a rétabli le culte des images ; les évêques qui y sont opposés sont déposés et remplacés par des sympathisants de l'iconoclasme, tandis qu'un décret interdit formellement le culte des images, sans toutefois appeler à leur destruction.
En apparence, c'est un retour à la situation d'avant 787. En réalité, ce deuxième iconoclasme est plus modéré, comme l'atteste la volonté répétée de Léon de parvenir à une solution médiane ou de négocier avec les iconodules. La vénération des images, condamnée dans son principe, n'est pas autant rejetée qu'au siècle précédent. Le synode de 815 ne la qualifie pas d'hérésie ou bien d'idolâtrie, mais il rappelle que les signes de dévotion doivent être présentés à Dieu et non à de simples images ou objets qui détournent la foi de son but véritable.
Cette modération se retrouve dans l'application de l'iconoclasme. Certes, les principaux opposants sont châtiés, surtout quand ils s'expriment publiquement, mais Léon V n'applique pas une politique de répression féroce. De toute manière, il lui est compliqué, sauf à procéder à une purge de grande ampleur, de mettre fin au culte des icônes. En outre, toute condamnation à mort d'un des chefs de file, comme Théodore Studite, risquerait de créer un martyr. Les principales peines sont l'exil pour isoler les meneurs et le fouet pour les opposants les plus récalcitrants.
Enfin, son succès contre les Bulgares lui permet d'asseoir son autorité et plusieurs autorités ecclésiastiques se rallient à ses vues iconoclastes. Ceux qui résistent encore, dont Théodore Studite, sont maintenus en exil ou emprisonnés.

### Un iconoclasme fragile
En procédant par étapes, Léon V finit par rétablir l'iconoclasme mais l'opposition demeure, comme en témoigne son recours à l'exil pour une partie du clergé, en particulier les évêques. En s'appuyant sur l'appareil coercitif propre au pouvoir impérial, il donne l'illusion d'une acceptation de ce revirement théologique. Une part notable de la population et du clergé ne résiste guère, même si cette passivité n'est pas synonyme d'adhésion. La modération de l'application de l'iconoclasme joue certainement un rôle dans cette résistance limitée,. Ainsi, le milieu monastique qui peut constituer un sérieux opposant aux prétentions de l'empereur de régir le domaine spirituel et qui a vivement contesté le premier iconoclasme est, dans l'ensemble, plutôt neutre. C'est plutôt le milieu épiscopal qui constitue l'enjeu principal de ce deuxième iconoclasme, d'où la nomination d'évêques favorables à l'empereur. En effet, ils occupent une place à la confluence entre le temporel et le spirituel qui leur confère une capacité d'influence indéniable.
En dépit de son exil, Théodore Studite parvient à maintenir un réseau d'opposition par une correspondance soutenue avec diverses autorités ecclésiastiques de l'Empire. Il est aussi en contact avec les patriarches orientaux, hostiles à l'iconoclasme, ainsi qu'avec le pape Pascal Ier qui héberge à Rome plusieurs figures iconophiles. Il reçoit une ambassade de l'empereur et du patriarche pour recueillir son assentiment au retour de l'iconoclasme dans l'Empire, ainsi qu'une lettre de Théodore et de ses partisans prônant le contraire. Le souverain pontife, en demeurant fidèle au culte des images, confirme l'isolement de l'Empire dans son virage iconoclaste. Néanmoins, Théodore n'est guère en mesure de devenir un opposant sérieux à Léon V en dépit de l'étroitesse de la surveillance dont il fait l'objet. En outre, personnage aux idées radicales, il n'est pas homme de consensus.
En définitive, si Léon est parvenu à réimposer progressivement l'iconoclasme au sein de l'Empire, cette doctrine est loin de susciter une adhésion massive, à l'exception de l'armée. Selon Georg Ostrogorsky, alors que « l'iconoclasme de Léon et de Constantin V avait été un mouvement d'une grande force de déflagration, celui du IXe siècle est une tentative de réaction attardée ».

## Réformes intérieures
À partir de 816, Léon V est libéré des deux enjeux fondamentaux de son début de règne : la lutte contre les Bulgares et le rétablissement de l'iconoclasme. Les dernières années de son règne sont consacrées à une consolidation des structures de l'Empire.

### Réformes provinciales

L'Asie Mineure byzantine vers 842.

Il semble avoir apporté un soin particulier à la bonne administration des provinces. Il est attentif à la reconstruction de la Thrace et de la Macédoine, meurtries par les dévastations de Kroum : les cités d'Andrinople et d'Arcadiopolis se développent de nouveau. Peu à peu, il nomme des fonctionnaires reconnus pour leur probité et leurs compétences, alors que depuis la mort de Nicéphore, un certain désordre s'est emparé de la gouvernance des territoires de l'Empire, du fait conjoint des troubles causés par les Bulgares, du laxisme de Michel Ier et du laxisme de Léon V au début de son règne. Il n'hésite pas à punir les dignitaires rendus coupables de corruption ou d'autres délits analogues, y compris s'ils ont des sympathies iconoclastes. Ainsi, il fait trancher le nez de Zosimas, un moine membre de la commission qui a rétabli l'iconoclasme car il s'est rendu coupable d'adultère. En cela, il prend la suite de Nicéphore Ier connu pour sa sévérité. Léon V rend parfois la justice au sein du Grand Palais.
Au-delà du bon gouvernement des provinces, l'empereur est attentif à limiter le risque de rébellions. En Asie Mineure, il aurait réuni au début de l'année 819 l'ensemble des thèmes sous la direction d'un monostratège (stratège de plusieurs thèmes), Manuel l'Arménien. Cette décision n'a pas pour objet de mener une lutte accrue contre les Arabes, bien que Manuel reçoive une lettre de rebelles syriens lui proposant une alliance dans le cadre de la guerre civile qui agite le califat abbasside. Prudemment, les Byzantins se tiennent à l'écart de ce conflit. Il se pourrait que Léon ait voulu qu'un de ses plus proches généraux dirige les thèmes asiatiques, lieux habituels de rébellions. Manuel reçoit aussi l'ordre de déporter Théodore Studite de Boneta (dans les Arméniaques) à Smyrne (dans les Thracésiens) car le moine commence à prendre de l'influence dans son lieu d'exil. Seulement un an plus tard, le commandement extraordinaire de Manuel disparaît. À cet égard, des historiens contestent l'existence de ce gouvernorat unique qui reposerait sur une mauvaise interprétation des sources. Quoi qu'il en soit, il nomme des proches à des postes clés en Asie Mineure. Un de ses parents, du nom de Bardas, devient stratège des Thracésiens mais tombe rapidement malade et meurt. Son oncle Grégoire Pérotas pourrait avoir été nommé comte de l'Opsikion, un poste important car il s'agit du thème qui contrôle la rive asiatique du Bosphore, en face de la capitale. Enfin, l'empereur entend réduire l'influence du puissant thème des Arméniaques. Cette décision pourrait être en partie liée au mauvais souvenir qu'a laissé Léon dans cette région lors de son gouvernorat puisqu'il y a souffert d'une défaite notable en 811. Il en détache la partie nord-ouest qui devient le thème de Paphlagonie et, peut-être, la partie nord-est qui devient le thème de Chaldée. La force militaire de la province des Arméniaques en est automatiquement réduite du fait des transferts de troupes afférents.
Une autre raison est avancée par Warren Treadgold pour expliquer cette décision. En créant deux thèmes directement sur la côte septentrionale de l'Asie Mineure, il aurait eu pour objectif d'en améliorer la défense. En effet, la mer Noire commence à connaître les incursions des Vikings, aussi appelés Rus', et qui vont bientôt constituer une sérieuse menace pour Constantinople. Ainsi, le thème de Chaldée voit sa capitale établie à Trébizonde, directement sur la côte. Quant à la Paphlagonie, elle semble avoir été créée sous la forme d'un catépanat comprenant une escadre navale. De son côté, le thème des Arméniaques n'a plus qu'une seule vocation, la lutte contre les Arabes.

### Révolte de Michel l'Amorien et chute de Léon

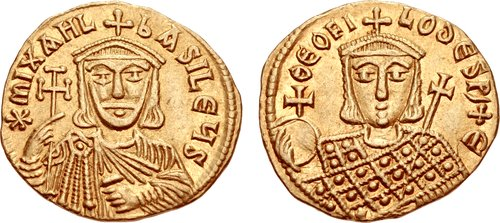
Solidus représentant Michel II (empereur byzantin) et son fils Théophile qui prend sa succession.

Si la menace d'un soulèvement peut venir des provinces, c'est Constantinople qui demeure le cœur du pouvoir impérial. Or, en 820, Léon démasque une première conspiration qui atteste l'existence d'une opposition à son gouvernement. Sa politique iconoclaste est nécessairement vectrice de résistance, mais ce n'est pas l'élément qui va provoquer la chute de Léon. Un de ses anciens compagnons de route, Michel l'Amorien, avec qui il a notamment participé à la révolte avortée de Bardanès Tourkos en 803, est animé d'ambitions fortes. Si l'empereur en a conscience, il maintient Michel à son poste de domestique des Excubites, car il reste peut-être persuadé de la loyauté de Michel qui, en plus, partage ses vues iconoclastes. Néanmoins, Michel a pu s'assurer progressivement des soutiens de poids.

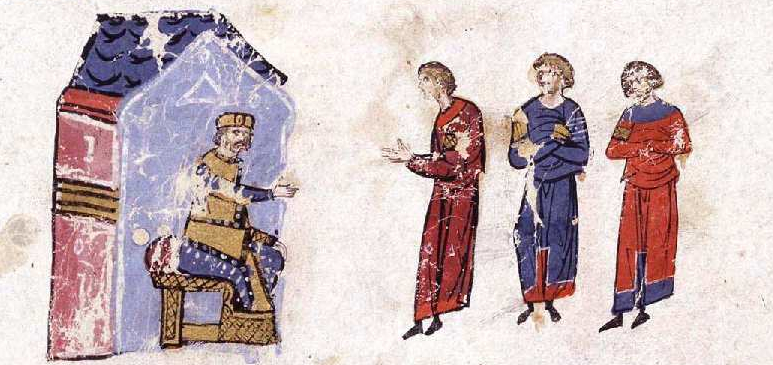
Léon V apprend les offenses de Michel à son égard, miniature issue de la chronique de Skylitzès de Madrid.

Les circonstances exactes de la chute de Léon V sont mal connues car les sources se contredisent parfois ou présentent des versions différentes, en fonction généralement des opinions des auteurs. Ce qui est certain, c’est que l'empereur fait emprisonner Michel, qu’il soupçonne de complot à son égard. Il en aurait apparemment été informé par son logothète du Drome, Jean Hexaboulos. Furieux, Léon décide de le faire exécuter immédiatement mais sa femme préconise de repousser la sentence après Noël, ce qui permettrait aussi de démasquer d’éventuels complices. Dans l’intervalle, des conspirateurs parviennent à pénétrer dans le palais impérial, disposant sûrement de la complicité du pappias, le responsable de la sécurité du palais. Déguisés en prêtre, ils surprennent Léon dans une chapelle palatine où l'empereur s'est rendu avant l'aube. Léon tente désespérément de riposter avec un candélabre mais finit par périr sous le nombre de ses assaillants. Son corps est démembré et décapité avant d'être emmené dans l'Hippodrome pour être écorché. Ce qu'il en reste est mis dans un navire avec sa femme et ses enfants en direction des îles des Princes, lieu de relégation traditionnel des membres d'une famille impériale déchue. Sa femme est contrainte de devenir nonne et ses enfants, tout comme ceux de Michel Ier, sont castrés pour les rendre inaptes à la fonction impériale. Le jour venu, Michel est libéré et couronné, sans que ce renversement ne suscite d’émotions particulières dans la capitale, ce qui supposerait que la popularité de Léon V est alors fragile. Malgré tout, il laisse le souvenir d'un dirigeant compétent, une vertu que certains des opposants les plus sérieux lui reconnaissent. L'ancien patriarche Nicéphore écrit à propos de sa mort que l'Empire perd un impie mais aussi un chef de qualité.
Il est difficile de savoir si Michel a effectivement commandité un coup d’État et, dans tous les cas, les sources ne permettent guère d’en connaître les raisons. Michel est aussi un partisan de l’iconoclasme et le prétexte religieux n’est donc pas à relever. Selon Afinogemov, qui a consacré un article à cette question, il n’est pas possible de trancher et il se pourrait que Léon a fait emprisonner sous un mauvais prétexte Michel. Qu’il ait été ou non mêlé à un complot, la crainte qu’il ne divulgue des informations sur d’éventuels complices ou conspirateurs a pu pousser des ennemis de Léon à intervenir au plus vite. Peut-être même la duplicité du pappias a permis à Michel de faire passer des messages depuis sa cellule pour inciter à l’action. Néanmoins, Michel condamne, sur le principe, les tueurs de Léon qui pourraient être intervenus par hostilité pour le désormais défunt empereur plus que par fidélité à Michel.
Quoi qu'il en soit, dès 821, Thomas le Slave, ancien compagnon d'armes de Léon l'Arménien au moment de la révolte de Bardanès Tourkos, se rebelle en prenant comme prétexte l'assassinat de Léon par Michel l'Amorien, mais échoue dans sa tentative de prise du pouvoir,, même si d'autres sources indiqueraient que Thomas s'est plutôt soulevé contre Léon juste avant son assassinat. En 829, peu après la mort de Michel et l'arrivée sur le trône de son fils Théophile, les acteurs présumés de l'assassinat de Léon sont jugés et exécutés. Selon Louis Bréhier, c'est la première fois que le régicide est puni comme sacrilège, ce qui favoriserait l'émergence du principe dynastique dans le système impérial byzantin. Au-delà, cette condamnation à mort atteste la sainteté du corps impérial, dont l'atteinte constitue un sacrilège.

## Mariage et enfants
Léon V est marié à Théodosia. Elle est la fille d’un patrice, Arsaber, qui s’est révolté sans succès contre Nicéphore et est réputé proche de certains milieux ecclésiastiques dont le patriarche Nicéphore. Ce mariage lui aurait permis de se concilier une partie de l’élite byzantine. Il est aussi l'illustration des liens forts qui existent entre les membres de la communauté arménienne de l'Empire puisqu'Arsaber est aussi arménien. Selon Warren Treadgold, il aurait d’abord été marié avec Barca, une fille de Bardanès Tourkos, et aurait divorcé d’avec elle au moment de son accession au trône, apparemment pour un meilleur parti. Néanmoins, cette hypothèse demeure incertaine et n’est généralement pas retenue par les autres historiens.
Léon et Théodosia ont cinq enfants :
- Symbatios-Constantin, castré en 820 ;
- Grégoire, castré en 820, vivant en 847 ;
- Basile, castré en 820, vivant en 847 ;
- Théodose, castré en 820, et mort des suites de cette mutilation ;
- une fille, mariée à un Maiktès vivant à Andrinople.